# Coppinsia minutissima
Coppinsia minutissima är en lavart som beskrevs av Helge Thorsten Lumbsch och Esther Heibel. 
Coppinsia minutissima ingår i släktet Coppinsia och familjen Agyriaceae. Arten är reproducerande i Sverige.